# الاتحاد السوداني - التجمع الديمقراطي الإفريقي
الاتحاد السوداني - التجمع الديمقراطي الأفريقي (بالفرنسية: Union Soudanaise-Rassemblement Démocratique Africain)‏ كان حزبًا سياسيًا في مالي.

## التاريخ
تم تشكيل الحزب في عام 1945 من قبل مامادو كوناتي وموديبو كيتا تحت اسم الكتلة السودانية. في العام التالي، انضموا إلى التجمع الديمقراطي الأفريقي، وهو التحالف بين الأقاليم للأحزاب السياسية المناهضة للاستعمار والناشطة في غرب إفريقيا الفرنسية.
شهدت انتخابات عام 1957 فوز الحزب بـ 57 مقعدًا من أصل 70 مقعدًا. بعد فترة وجيزة من الانتخابات، اندمج اتحاد سكان باندياجارا في الحزب، مما منحه إجمالي 64 مقعدًا. عندما توفي كوناتي في عام 1958، اكتسب كيتا السيطرة الكاملة على الحزب.
شهدت انتخابات عام 1959 فوز الحزب بجميع المقاعد الثمانين في الجمعية التشريعية، وأصبح الحزب القانوني الوحيد في العام التالي. أجريت الانتخابات في عام 1964، ولكن مع عدم وجود معارضة، احتفظ الحزب بجميع المقاعد الثمانين.
في أعقاب انقلاب موسى تراوري عام 1968، تم حظر الحزب. على مدى العقدين التاليين، ظل نشاط الحزب سريا حتى عاود الظهور في عام 1990، عندما انضم إلى الحركة الديمقراطية المتنامية ضد دكتاتورية تراوري، وأصبح جزءًا من التحالف للديمقراطية في مالي.
في الانتخابات البرلمانية لعام 1992، وهي أول تصويت متعدد الأحزاب منذ عام 1959، فاز الحزب بثمانية مقاعد من أصل 129 مقعدًا، وبرز كثالث أكبر حزب خلف التحالف الديمقراطي (76 مقعدًا) والمؤتمر الوطني للمبادرة الديمقراطية (9). قدم الحزب تيولي مامادو كوناتي كمرشح للانتخابات الرئاسية عام 1992. احتل المركز الثاني في الجولة الأولى من التصويت، لكنه هزم من قبل ألفا عمر كوناري من التحالف للديمقراطي في جولة الإعادة بنسبة 69٪ إلى 31٪.
وشهدت الانتخابات الرئاسية في مايو 1997 ترشيح الحزب سيدو كوياتي، لكنه احتل المركز السادس بحصوله على 1.6٪ فقط من الأصوات. قاطع الحزب الانتخابات البرلمانية في يوليو 1997، بعد إلغاء انتخابات أبريل 1997.
في عام 1998 انقسم الحزب إلى فصيلين، يتبع أحدهما دابا دياوارا ليصبح حزب الاستقلال والديمقراطية والتضامن في عام 2001. خاض الحزب الانتخابات البرلمانية لعام 2002 كجزء من تحالف التقارب للتناوب والتغيير، الذي فاز بعشرة مقاعد.
انضم الحزب إلى التحالف للديمقراطية والتقدم في الانتخابات البرلمانية لعام 2007. حصل التحالف على 113 مقعدًا، حصل منها على مقعد واحد.
في أغسطس 2010، اندمج مع كتلة الديمقراطية والتكامل الأفريقي لتشكيل الاتحاد المالي للتجمع الديمقراطي الأفريقي.

## التاريخ الانتخابي

### انتخابات رئاسية
| انتخابات | مرشح الحزب      | الأصوات  | %        | النتيجة  |
| -------- | --------------- | -------- | -------- | -------- |
| 1992     | بابا حسيب حيدرة | 76,840   | 7.0%     | خسر      |
| 1997     | سيدو كوياتي     | 26,565   | 1.6%     | خسر      |
| 2002     | لم يشارك        | لم يشارك | لم يشارك | لم يشارك |
| 2007     | لم يشارك        | لم يشارك | لم يشارك | لم يشارك |

### انتخابات الجمعية الوطنية
| انتخابات     | زعيم الحزب                             | الأصوات                                | %                                      | المقاعد                                | +/–                                    | المركز                                 |
| ------------ | -------------------------------------- | -------------------------------------- | -------------------------------------- | -------------------------------------- | -------------------------------------- | -------------------------------------- |
| 1946–47      | موديبو كيتا                            |                                        | 100%                                   | 2 / 30                                 | ▲ 2                                    | ▲ الثالث                               |
| 1952         | موديبو كيتا                            | 101,902                                | 100%                                   | 13 / 40                                | ▲ 11                                   | ▲ الثاني                               |
| 1957         | موديبو كيتا                            | 435,976                                | 62.14%                                 | 57 / 70                                | ▲ 44                                   | ▲ الأول                                |
| 1959         | موديبو كيتا                            | 515,869                                | 76.0%                                  | 80 / 80                                | ▲ 23                                   | الأول                                  |
| 1964         | موديبو كيتا                            | 2,106,788                              | 99.0%                                  | 80 / 80                                |                                        | الأول                                  |
| 1979         | حكم دولة الحزب الواحد من 1976 إلى 1991 | حكم دولة الحزب الواحد من 1976 إلى 1991 | حكم دولة الحزب الواحد من 1976 إلى 1991 | حكم دولة الحزب الواحد من 1976 إلى 1991 | حكم دولة الحزب الواحد من 1976 إلى 1991 | حكم دولة الحزب الواحد من 1976 إلى 1991 |
| 1982         | حكم دولة الحزب الواحد من 1976 إلى 1991 | حكم دولة الحزب الواحد من 1976 إلى 1991 | حكم دولة الحزب الواحد من 1976 إلى 1991 | حكم دولة الحزب الواحد من 1976 إلى 1991 | حكم دولة الحزب الواحد من 1976 إلى 1991 | حكم دولة الحزب الواحد من 1976 إلى 1991 |
| 1985         | حكم دولة الحزب الواحد من 1976 إلى 1991 | حكم دولة الحزب الواحد من 1976 إلى 1991 | حكم دولة الحزب الواحد من 1976 إلى 1991 | حكم دولة الحزب الواحد من 1976 إلى 1991 | حكم دولة الحزب الواحد من 1976 إلى 1991 | حكم دولة الحزب الواحد من 1976 إلى 1991 |
| 1988         | حكم دولة الحزب الواحد من 1976 إلى 1991 | حكم دولة الحزب الواحد من 1976 إلى 1991 | حكم دولة الحزب الواحد من 1976 إلى 1991 | حكم دولة الحزب الواحد من 1976 إلى 1991 | حكم دولة الحزب الواحد من 1976 إلى 1991 | حكم دولة الحزب الواحد من 1976 إلى 1991 |
| 1992         | مامادو بامو توري                       | 172,998                                | 17.6%                                  | 8 / 129                                | ▲ 8                                    | ▲ الثاني                               |
| 1997 (أبريل) | مامادو بامو توري                       | 126,271                                | 7.83%                                  | باطلة                                  |                                        | الثاني                                 |
| 1997 (يوليو) | مامادو بامو توري                       | مقاطع                                  | مقاطع                                  | 0 / 147                                | ▼ 8                                    |                                        |
| 2002         | مامادو بامو توري                       | كجزء من تحالف التقارب للتناوب والتغيير | كجزء من تحالف التقارب للتناوب والتغيير | 10 / 160                               | ▲ 10                                   | ▲ الثالث                               |
| 2007         | مامادو بامو توري                       | كجزء من التحالف للديمقراطية والتقدم    | كجزء من التحالف للديمقراطية والتقدم    | 1 / 160                                | ▼ 9                                    | ▼ الثاني عشر                           |